# Manuel Jiménez Abalo
Manuel Enrique Jiménez Abalo (Vilagarcía de Arousa, 27 d'octubre de 1956) és un exfutbolista gallec, que ocupava la posició de defensa central.
Durant la seua carrera esportiva, va jugar per l'Sporting de Gijón i per al Real Burgos. Amb els asturians va sumar a prop de 500 partits oficials en 12 temporades, jugant per damunt dels 30 partits cada any. La temporada 91/92 recala al Real Burgos, on va jugar tots els minuts de la competició.
Va ser internacional amb la selecció espanyola en una ocasió, al novembre de 1981 contra Polònia. A l'any següent va entrar dins el combinat que hi va participar en el Mundial, encara que no va disputar cap encontre.